# 2024 en gymnastique
| Années de la gymnastique : 2021 - 2022 - 2023 - 2024 - 2025 - 2026 - 2027    |
| Décennies de la gymnastique : 1990 - 2000 - 2010 - 2020 - 2030 - 2040 - 2050 |

Cet article présente les faits marquants de l'année 2024 en gymnastique.

## Compétitions
- Gymnastique aux Jeux olympiques d'été de 2024
- Gymnastique artistique aux Jeux olympiques d'été de 2024
- Gymnastique rythmique aux Jeux olympiques d'été de 2024